# Lijst van gemeentelijke monumenten in Waddinxveen
De gemeente Waddinxveen heeft 35 gemeentelijke monumenten. Hieronder een overzicht. 
| Object | Bouwjaar        | Architect            | Locatie                                               | Coördinaten                  | Nr.     | Afbeelding |
| --- | --------------- | -------------------- | ----------------------------------------------------- | ---------------------------- | ------- | --- |
| Monument Opdat wij niet vergeten; voor Waddinxveense militairen omgekomen in Nederlands Indië | 2000            |                      | Begraafplaats Alberdink Thijmhof, Alberdink Thijmlaan | 52° 2' 45" NB, 4° 38' 42" OL | 0627/11 | Monument Opdat wij niet vergeten;voor Waddinxveense militairen omgekomen in Nederlands Indië |
| Willemshoeve, voormalig akkerbouwbedrijf. De hoeve is een langhuisboerderij met rieten dak. In de plint is de eerste steen gemetseld in 1842 | 1842            |                      | Bredeweg 14                                           | 52° 1' 36" NB, 4° 36' 20" OL | 0627/25 | Meer afbeeldingen |
| Villa De Stoof, in de stijl van het nieuwe bouwen (stijlgroep Rietveld). | 1934            | Schulte HBO          | Brugweg 88                                            | 52° 2' 39" NB, 4° 40' 1" OL  | 0627/23 | Villa De Stoof, in de stijl van het nieuwe bouwen (stijlgroep Rietveld). |
| Woonhuis met mansardedak | 1928            |                      | Burgemeester Trooststraat 22                          | 52° 2' 11" NB, 4° 39' 22" OL | 0627/31 | Meer afbeeldingen |
| Dokterswoning: Vierkant huis met aan de achterkant een serre-achtige uitbouw. Portiek met betegeling en een fraaie boog aan de kant van de Dorpstraat. Veel glas in loodramen aanwezig.                                                            | 1900            |                      | Dorpstraat 1                                          | 52° 2' 43" NB, 4° 38' 29" OL | 0627/15 | Dokterswoning: Vierkant huis met aan de achterkant een serre-achtige uitbouw. Portiek met betegeling en een fraaie boog aan de kant van de Dorpstraat. Veel glas in loodramen aanwezig.                                    |
| Woonhuis voorzien van een attiek (opstaande daklijst) en voluutvormige klauwstukken. Het mansardedak heeft tuille du nord pannen. | 1902            |                      | Dorpstraat 22                                         | 52° 2' 45" NB, 4° 38' 29" OL | 0627/22 | Woonhuis voorzien van een attiek (opstaande daklijst) en voluutvormige klauwstukken. Het mansardedak heeft tuille du nord pannen.                                                                                          |
| Garage, oorspronkelijk koetshuis/ pakhuis | Late 18e eeuw   |                      | Dorpstraat 51                                         | 52° 2' 48" NB, 4° 38' 30" OL | 0627/12 | Garage, oorspronkelijk koetshuis/ pakhuis |
| Woonhuis met afgeknotte klokgevel met kroonlijst en hardstenen aanzetten, dak met wolfseind en schuiframen met zes en vier roedenindeling en luiken. Boven de deuropening is een levensboom                                                        | 1870-1890       |                      | Dorpsstraat 60                                        | 52° 2' 48" NB, 4° 38' 29" OL | 0627/26 | Meer afbeeldingen |
| Woonhuis, oorspronkelijk een winkelpand, bakstenen ornamenten bij de borstwering, vijf ramen met zes ruiten, hoofdingang met levensboom, wit gepleisterde gevel en mansardedak                                                                     | 1880-1900       |                      | Dorpsstraat 68                                        | 52° 2' 49" NB, 4° 38' 29" OL | 0627/30 | Woonhuis, oorspronkelijk een winkelpand, bakstenen ornamenten bij de borstwering, vijf ramen met zes ruiten, hoofdingang met levensboom, wit gepleisterde gevel en mansardedak                                             |
| Woonboerderij | 1850            |                      | Kanaaldijk 6                                          | 52° 2' 20" NB, 4° 39' 12" OL | 0627/29 | Meer afbeeldingen |
| Voormalig dieselgemaal Van der Breggen | 1934            |                      | Kanaaldijk 5                                          | 52° 2' 17" NB, 4° 39' 7" OL  | 0627/   | Meer afbeeldingen |
| Voormalige school de Kameleon bij kerkeiland | 1929            | Pieter Dirk Stuurman | Kanaalweg 2-4                                         | 52° 1' 49" NB, 4° 39' 30" OL | 0627/8  | Meer afbeeldingen |
| Voormalige Jan Ligthartschool | 1925            | Pieter Dirk Stuurman | Kerkstraat 13                                         | 52° 2' 46" NB, 4° 38' 34" OL | 0627/27 | Voormalige Jan Ligthartschool |
| Voormalige NH-pastorie: Complex onregelmatig pand met verschillende bouwlagen in chaletstijl. Middendeel heeft een geprofileerde ingang. Zowel kap als dakkapel met piron. Deuren en ramen met glas in lood in bovenlicht.                         | 1910-1920       |                      | Kerkweg-Oost 218                                      | 52° 2' 41" NB, 4° 39' 20" OL | 0627/7  | Voormalige NH-pastorie: Complex onregelmatig pand met verschillende bouwlagen in chaletstijl. Middendeel heeft een geprofileerde ingang. Zowel kap als dakkapel met piron. Deuren en ramen met glas in lood in bovenlicht. |
| Oorlogsmonument De poort der bevrijding | onthulling 1947 | Sutterland Rotterdam | Kerkweg-Oost, hoek Stationsplein                      | 52° 2' 42" NB, 4° 39' 2" OL  | 0627/10 | Oorlogsmonument De poort der bevrijding |
| Woonhuis, voormalige pastorie met siergevel en balkon onder Romaanse bogen. Het pand is rijk aan baksteen ornamentiek. Bovenlichten gebrandschilderde glas in lood. Rijk gedecoreerde ingang met ijzeren luifel.                                   | 1907            |                      | Kerkweg-West 13                                       | 52° 1' 37" NB, 4° 38' 39" OL | 0627/24 | Meer afbeeldingen |
| Oude Begraafplaats met Aula-poortgebouw: een baksteen poortgebouw in sobere expressionistische stijl het schilddak heeft een ruime overstek. Diverse familiegraven. Oorlogsgraven van Jan Sonneveld, Cornelis Both, Toon Pille en Lubbert Rozeboom | 1930            |                      | Kerkweg-West 19                                       | 52° 2' 45" NB, 4° 38' 42" OL | 0627/9  | Meer afbeeldingen |
| Vrijstaand huis met doorlopende dakkapel en mansardekap. Opvallende bogen boven de ramen met siertegels in de boogvelden. Dak met geglazuurde kruispannen. Rijk gebruik van strengperssteen, tegels en groene baksteen.                            | 1900-1910       |                      | Kerkweg-West 46                                       | 52° 2' 47" NB, 4° 38' 40" OL | 0627/16 | Vrijstaand huis met doorlopende dakkapel en mansardekap. Opvallende bogen boven de ramen met siertegels in de boogvelden. Dak met geglazuurde kruispannen. Rijk gebruik van strengperssteen, tegels en groene baksteen.    |
| Diep herenhuis met rijk versierde consoles. Hoek met pilasters. Ramen begane grond hebben opvallend gebogen sluitsteen. De gevels zijn van grove baksteen.                                                                                         | 1875-1885       |                      | Nesse 16                                              | 52° 2' 40" NB, 4° 39' 33" OL | 0627/14 | Diep herenhuis met rijk versierde consoles. Hoek met pilasters. Ramen begane grond hebben opvallend gebogen sluitsteen. De gevels zijn van grove baksteen.                                                                 |
| Landhuis: ondiep en hoog voorhuis met rijke ornamentering. Tuinaanleg aan de voorkant met oprijlaantje en bebouwing is nog origineel. | 1889            |                      | Noordeinde 118                                        | 52° 3' 49" NB, 4° 38' 17" OL | 0627/1  | Meer afbeeldingen |
| Directeurswoning van de voormalige kurkwarenfabriek, later Meubelfabriek Matse. Entree heeft trekken van de Amsterdamse School. | 1894-1926       | Pieter Dirk Stuurman | Noordkade 66                                          | 52° 3' 12" NB, 4° 39' 40" OL | 0627/20 | Meer afbeeldingen |
| Herenhuis Gouwenimf: Groots opgezet herenhuis. Voorgevel met neoclassicistische ingang (trap, stootstenen) en heeft een kroonlijst. Het pand bestaat uit een dwars pad, het schilddak is opvallend hoog.                                           | 1875-1900       |                      | Noordkade 161                                         | 52° 3' 14" NB, 4° 39' 42" OL | 0627/21 | Herenhuis Gouwenimf: Groots opgezet herenhuis. Voorgevel met neoclassicistische ingang (trap, stootstenen) en heeft een kroonlijst. Het pand bestaat uit een dwars pad, het schilddak is opvallend hoog.                   |
| Voormalige Prins Willem-Alexanderschool. In 2013 werd de naam veranderd in Koning Willem-Alexanderschool. Eenlaagse middengangschool. Zakelijk expressionistische stijl.                                                                           | 1922            | Pieter Dirk Stuurman | Oranjelaan 3                                          | 52° 2' 45" NB, 4° 39' 28" OL | 0627/28 | Meer afbeeldingen |
| Onderwijzerswoning van de Voormalige Prins Willem-Alexanderschool. In Zakelijk expressionistische stijl | 1922            | Pieter Dirk Stuurman | Oranjelaan 1                                          | 52° 2' 45" NB, 4° 39' 30" OL | 0627/34 | Onderwijzerswoning van de Voormalige Prins Willem-Alexanderschool. In Zakelijk expressionistische stijl |
| Villa Huize Maria in metselwerk met sierlijke gevel-rondingen. Zijgevel met doorlopende dakkapel. | 1920            |                      | Plasweg 1a                                            | 52° 2' 41" NB, 4° 38' 24" OL | 0627/6  | Villa Huize Maria in metselwerk met sierlijke gevel-rondingen. Zijgevel met doorlopende dakkapel. |
| Woonhuis | 1913            | H. Dogterom          | Zuidkade 33                                           | 52° 2' 29" NB, 4° 39' 32" OL | 0627/32 | Meer afbeeldingen |
| Woonhuis | 1913            | H. Dogterom          | Zuidkade 34                                           | 52° 2' 29" NB, 4° 39' 32" OL | 0627/33 | Meer afbeeldingen |
| Winkelpand met afgeknotte halsgevel. Sierlijke houten winkeletalage. | 1901            |                      | Zuidkade 103                                          | 52° 2' 5" NB, 4° 39' 29" OL  | 0627/13 | Winkelpand met afgeknotte halsgevel. Sierlijke houten winkeletalage. |
| Arbeiderswoning, kopwoning: Dwars pand met wolfsdak, gemetseld met IJsselsteentjes. | 1800-1850       |                      | Zuidkade 136                                          | 52° 1' 59" NB, 4° 39' 31" OL | 0627/2  | Arbeiderswoning, kopwoning: Dwars pand met wolfsdak, gemetseld met IJsselsteentjes. |
| Arbeiderswoning, rijtje: Dwars pand met wolfsdak, gemetseld met IJsselsteentjes. | 1800-1850       |                      | Zuidkade 137                                          | 52° 1' 59" NB, 4° 39' 31" OL | 0627/3  | Arbeiderswoning, rijtje: Dwars pand met wolfsdak, gemetseld met IJsselsteentjes. |
| Arbeiderswoning, rijtje: Dwars pand met wolfsdak, gemetseld met IJsselsteentjes. | 1800-1850       |                      | Zuidkade 138                                          | 52° 1' 59" NB, 4° 39' 31" OL | 0627/4  | Arbeiderswoning, rijtje: Dwars pand met wolfsdak, gemetseld met IJsselsteentjes. |
| Arbeiderswoning, kopwoning: Dwars pand met wolfsdak, gemetseld met IJsselsteentjes. | 1800-1850       |                      | Zuidkade 139                                          | 52° 1' 59" NB, 4° 39' 31" OL | 0627/5  | Arbeiderswoning, kopwoning: Dwars pand met wolfsdak, gemetseld met IJsselsteentjes. |
| St. Victorkerk: Eenvoudige neogotische kerk. Toren en voorkant redelijk rijk geornamenteerd (fraaie spitsbogen en traceringen in voorgevel). Rijk interieur met houten tongewelf, pilaren met kapitelen en gebrandschilderde ramen in het koor.    | 1875-1880       | Evert Margry         | Zuidkade 175                                          | 52° 1' 53" NB, 4° 39' 31" OL | 0627/17 | Meer afbeeldingen |
| Knielkapel en baarhuisje | 1875-1880       |                      | Zuidkade 175, bij                                     | 52° 1' 51" NB, 4° 39' 28" OL | 0627/19 | Meer afbeeldingen |
| Pastorie: Tweelaags gebouw met schildkap met ruimte overstekken. | 1927            | J. Teppema           | Zuidkade 176                                          | 52° 1' 52" NB, 4° 39' 31" OL | 0627/18 | Meer afbeeldingen |